# 埃里克·保尔森
埃里克·保爾森（Erik Paulsen；1965年5月14日—）是美國的一位政治人物。自2009年開始，他是明尼蘇達州第3選舉區選出的美國眾議院議員，直到他于2018年的选举中被民主党人迪恩·菲利普斯击败并在2019年卸任此职务。他的黨籍是共和黨。在當選國會議員之前，他曾經擔任明尼蘇達州議會眾議院的共和黨領袖。